# 圣卡普赖 (阿列省)
圣卡普赖（法語：Saint-Caprais，法語發音：[sɛ̃ kapʁɛ]）是法国阿列省的一个市镇，位于该省西北部，属于蒙吕松区。

## 地理
圣卡普赖（46°33'2"N, 2°44'11"E）面积20.14 平方千米，位于法国奥弗涅-罗讷-阿尔卑斯大区阿列省，该省份为法国中部省份，北起涅夫勒省、西北接谢尔省，西南至克勒兹省，南至多姆山省，东南临卢瓦尔省，东临索恩-卢瓦尔省。
与圣卡普赖接壤的市镇（或旧市镇、城区）包括：勒布勒通、埃里松、卢鲁布尔博奈、勒维延。

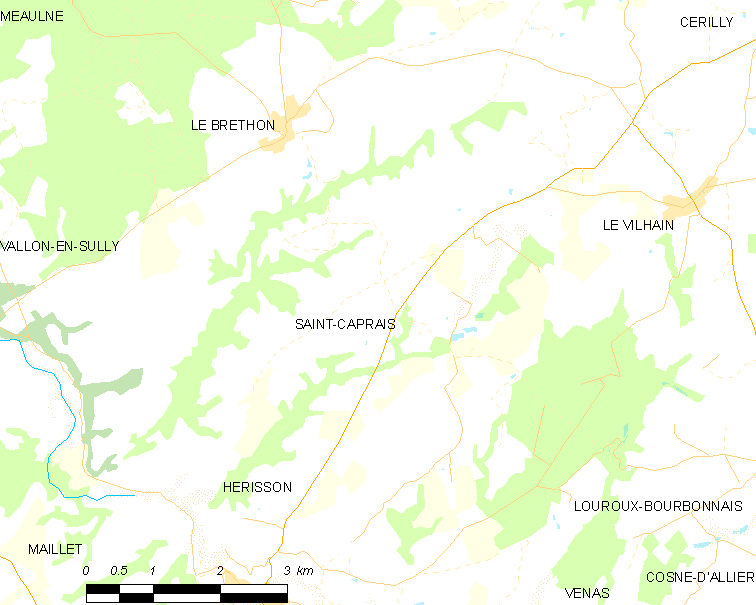
的OSM定位图

圣卡普赖的时区为UTC+01:00、UTC+02:00（夏令时）。

## 行政
圣卡普赖的邮政编码为03190，INSEE市镇编码为03222。

## 政治
圣卡普赖所属的省级选区为于列勒县。

## 人口

1962-2008年间人口变化图示

圣卡普赖于2022年1月1日时的人口数量为97人。